# As Fenícias

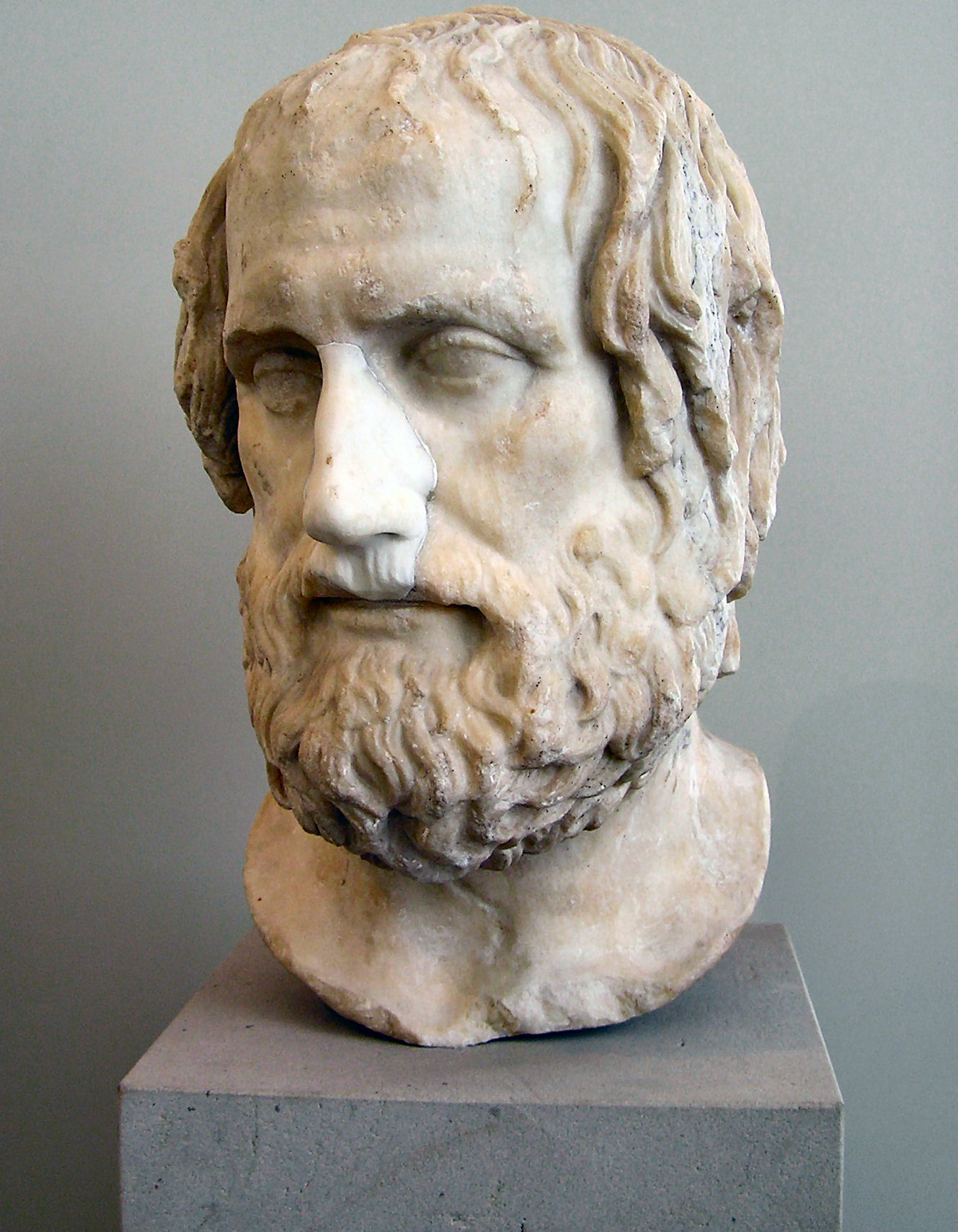
Eurípedes, autor de As Fenícias.

As Fenícias é uma tragédia grega e foi escrita por Eurípedes por volta de 411 a.C.. A peça propõe um outro enfoque à saga de Édipo, escrita por Sófocles.
Conta a história da maldição da família de Édipo. Segundo a peça, tudo começou quando Cadmo, bizavô de Laio, pai de Édipo, chegou à Tebas trazendo uma maldição lançada pelo deus Ares. O oráculo de Apolo disse que Laio não poderia ter um filho homem, devido à maldição. Mas, mesmo assim, ele casou-se com Jocasta e, não resistindo à força do desejo, numa das idas ao seu leito, teve Édipo. Com medo da maldição, ele deixou o filho numa encosta do cume do monte Citéron. Lá, a criança foi achada pelos pastores e levado à casa de um rei de outras terras, o rei Pôlibo, que cuidou dele a vida toda, junto com sua esposa.
Certo dia, já crescido, Édipo quis saber sobre a sua descendência verdadeira, e foi ao oráculo de Apolo. Lá encontrou Laio, que também queria saber o paradeiro de seu filho abandonado. E, após um desentendimento, e sem saber que Laio era seu pai, Édipo o matou.
Neste mesmo período, a Esfinge castigava com crueldade a cidade de Tebas e, por isso, Creonte, irmão de Jocasta, ofereceu a coroa e a mão de sua irmã a quem pudesse decifrar o enigma da Esfinge e acabar com ela. Por um triste acaso, foi Édipo que interpretou o seu canto e casou-se com a própria mãe.
Desse casamento nasceram quatro filhos: dois homens, Etéocles e Polinices, e duas meninas, Ismene e Antígona. E quando Édipo descobriu que tivera filhos e irmãos com sua mãe, enlouquecido por esta desventura, ele perfurou os próprios olhos, e lançou uma maldição aos filhos, dizendo que eles se matariam num duelo pelo palácio. Os dois irmãos, temendo que os deuses cumprissem esta maldição paterna, convencionaram que o mais novo, Polinices, deixasse a pátria pelo período de um ano, e que o trono ficasse com Etéocles. Após este período, ele voltaria para o revesamento do poder, com iguais direitos. Só que passado este prazo, Etéocles se recusou a entregar o palácio, expulsando novamente Polinices da pátria. Desarvorado, Polinices juntou-se ao rei de Argos, o rei Ádrasto, e reuniu muitos soldados para enfim invadir Tebas e tomar o seu trono devido. Antes, Jocasta propôs uma trégua, onde os filhos pudessem resolver a querela. Só que após muito argumentarem, os dois irmãos se revoltaram e quase se mataram no próprio palácio, fazendo com que Polinices fosse novamente embora e ambos se preparassem para o duelo final.
Antes de sair, Etéocles passou algumas instruções a Creonte, entre elas que o cadáver de Polinices nunca fosse enterrado em Tebas, recebendo a pena de morte quem tivesse esta audácia, amigo ou inimigo. Entre outras decisões, Creonte ficaria com o trono caso ele não continuasse vivo. Durante este acontecimento, o adivinho Tirésias disse que o jovem Meneceu, filho de Creonte, deveria morrer para salvar Tebas, oferecendo o seu sangue pela salvação da pátria. E assim foi feito. 

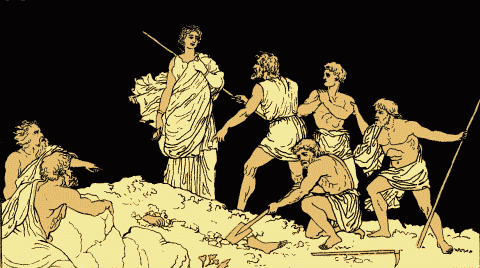
Antígona enterrando o corpo de Polinices.

Etéocles e Polinices se encontraram para um duelo sangrento, que durou muito tempo, e que resultou na morte dos dois. Jocasta, avisada por um mensageiro, correu até o campo de batalha com sua filha Antígona, para tentar evitar esta tragédia, chegando tarde demais. Vendo aquela cena horrenda, ela pegou o punhal de um dos filhos e atravessou em seu pescoço, matando-se também. Antígona, desesperada, voltou ao palácio para contar a seu pai, Édipo, as tragédias que haviam ocorrido. Édipo recebeu a notícia com muita dor.
Creonte, destruído por ter perdido o filho, soube que também perdera a irmã, e que o rei Etéocles e seu irmão Polinices já não mais existiam. Com isso, sendo assim o novo rei, expôs as determinações que Etéocles havia transmitido a ele: Antigona deveria se casar com seu filho Hêmon, Édipo deveria ser expulso da pátria, e o corpo de Polinices não deveria ser sepultado e sim entregue às aves carniceiras. Antígona ficou revoltada com a decisão e disse que iria enterrar o seu irmão. Creonte decretou a morte de Antígona, caso ela consumasse este feito.
Édipo, mandado para o exílio, foi acompanhado por Antígona e, em seus momentos finais, refletiu que ele, um siples mortal, mesmo tendo derrotado a feroz Esfinge, tendo sido um herói para Tebas e feito só coisas boas, foi incapaz de mudar o seu destino, não tendo domínio sobre sua vida, estando vulnerável apenas a acatar as decisões dos deuses.